# MoonLITE
The Moon Lightweight Interior and Telecoms Experiment (MoonLITE) [en español, El Experimento Ligero del Interior de la Luna y Telecomunicaciones], es una propuesta británica a una misión espacial para explorar la Luna y desarrollar técnicas para la exploración espacial del futuro. Si es financiado, será construido por un el consorcio industrial del Reino Unido probablemente incluyendo Surrey Satellite Technology Ltd, y está previsto para ser lanzado en órbita lunar en 2014. El concepto de la misión surgió de un estudio dirigido por la Física de Partículas y del Consejo de Investigación de Astronomía (ahora Instalaciones Tecnológicas y Científicas del Consejo) en 2006. En diciembre de 2008, el Centro Espacial Nacional Británico (parte de la Agencia Espacial del Reino Unido desde abril de 2010) anunció que el proyecto se estaba moviendo a la Fase A del estudio. Se trata de un estudio de 12 meses del sistema de misión, los penetradores y el sistemas de descenso.

## Objetivos
La misión tiene dos objetivos científicos y tecnológicos. Los objetivos científicos se refieren a la estructura interior, la historia y el estado actual de la Luna. MoonLITE desplegaría cuatro penetradores de un metro de largo en la superficie lunar con el fin de emplazar una red de sismógrafos, sensores de flujo de calor y - posiblemente - detectores de gases volátiles. Esto permitiría determinar la estructura interna de la Luna, así como la exploración de la frecuencia y el origen de sismos lunares. Sería la primera misión espacial dedicada al estudio de la estructura interior de la Luna desde los experimentos colocadas por los astronautas del Apolo. Más allá del valor científico, el mayor conocimiento del entorno sísmico apoyaría la ingeniería de diseño y requisitos de seguridad para un futuro puesto lunar humano de avanzada.
Uno de los objetivos tecnológicos es demostrar por primera vez una red de telecomunicaciones lunar capaz de comunicarse con cuatro estaciones en la superficie lunar y transmitir datos a la Tierra. Sería necesario una red de comunicaciones para los futuros exploradores robóticos y lunares, sobre todo para un puesto de avanzada humano situado cerca del polo sur lunar, donde la línea de comunicaciones visuales sería limitado. Otro objetivo es demostrar la viabilidad de penetradores para la implementación de cargas útiles científicas. A pesar de una amplia labor se ha llevado a cabo en la técnica en los EE. UU. y Japón, el único intento de utilizar penetradores fue - la Deep Space 2 a bordo de vehículos de la NASA Mars Polar Lander - pero no tuvo éxito. Penetradores se podrían utilizar en Marte, para desplegar una red sísmica; en Europa con el fin de medir el espesor de la capa de hielo, y en Encelado para investigar las fisuras descubiertas por Cassini.
Las pruebas experimentales de los penetradores se han llevado a cabo por el Laboratorio de Ciencia Espacial Mullard y QinetiQ empresa en 2008. El uso de la tecnología de satélites de bajo coste en la exploración planetaria es un objetivo adicional de la misión.

## Colaboración Internacional
La Agencia Espacial Estadounidense (NASA) se interesó en el proyecto en 2007, durante el trabajo de un grupo conjunto BNSC/NASA en la exploración lunar. NASA puede contribuir diversas partes de la misión.